# Vladimír Kalina
Vladimír Kalina (ur. 17 kwietnia 1967) – czeski żużlowiec.

## Życiorys
Dwukrotny medalista indywidualnych młodzieżowych mistrzostw Czechosłowacji: złoty (1987) oraz brązowy (1986). Dwukrotny finalista indywidualnych mistrzostw świata juniorów (Zielona Góra 1987 – VII miejsce, Slaný 1988 – XVI miejsce). Finalista drużynowych mistrzostw świata (Pardubice 1990 – IV miejsce). Uczestnik finału kontynentalnego indywidualnych mistrzostw świata (Norden 1990 – XII miejsce). Uczestnik półfinału światowego indywidualnych mistrzostw świata (Równe 1991 – XI miejsce).
Startował w lidze polskiej, w barwach klubów Kolejarz Opole (1991) i Unia Leszno (1992). W 1993 roku podpisał również kontrakt z klubem Victoria – Rolnicki Machowa.